# Ahuna Mons
Ahuna Mons ist der höchste Berg auf dem Zwergplaneten Ceres. Die Abbildungen dieses einzeln stehenden Berges stammen von der Raumsonde Dawn, die Ceres von 2015 bis 2018 umkreiste. Nach bisherigem Wissensstand handelt es sich um einen Kryovulkan, ein Vulkan, der keine geschmolzenen Gesteine, sondern leicht schmelzbare Substanzen, in diesem Fall Wasser- oder Eisgemische  ausstößt. Die hellen Strukturen bestehen aus abgelagerten Salzen, die zurückgeblieben sind, nachdem die Eisanteile sublimiert sind. Der Name Ahuna stammt von einem indischen Erntefest.
Das Zentrum des Bergs befindet sich ungefähr an 10.48 ° südlicher Breite und 316.2 ° Länge.
Der Berg ist an der Basis 20 km breit und zwischen 4 und 5 km hoch. Die helle Oberfläche deutet auf eine geologisch junge Struktur hin und darauf, dass der Zwergplanet geologisch aktiv ist.

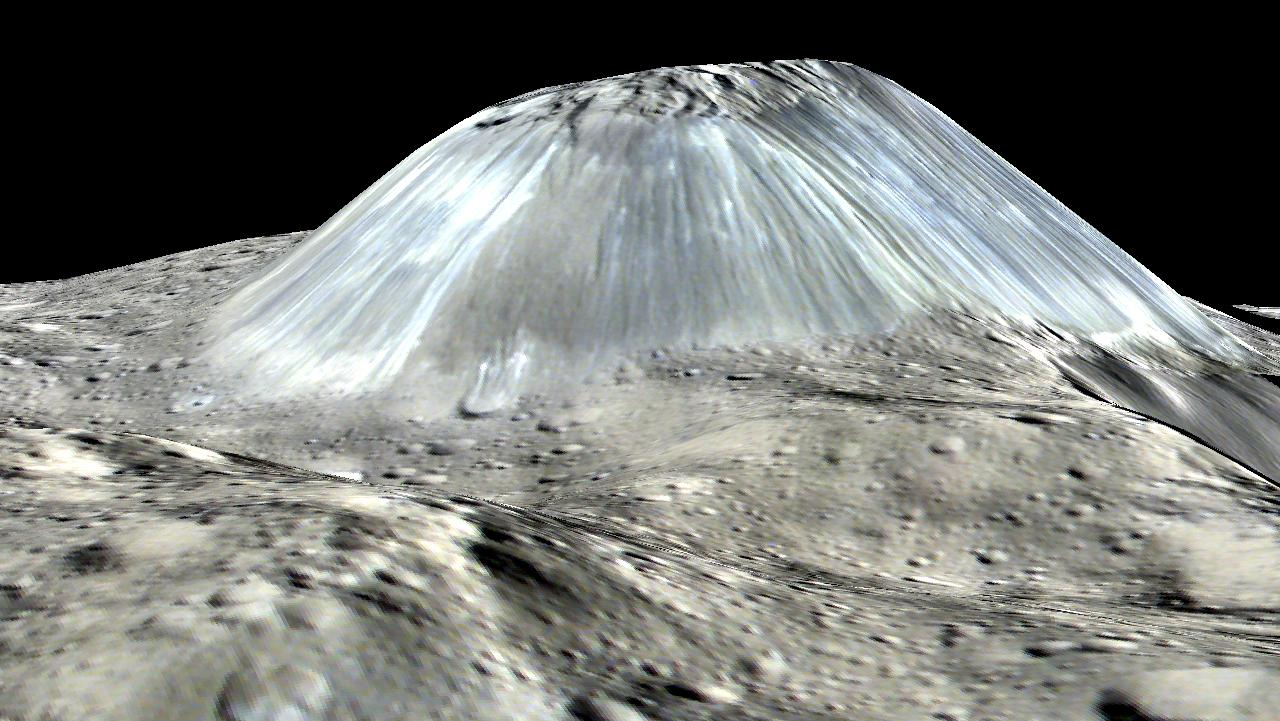
Computergeneriertes Bild, zweifach überhöht.

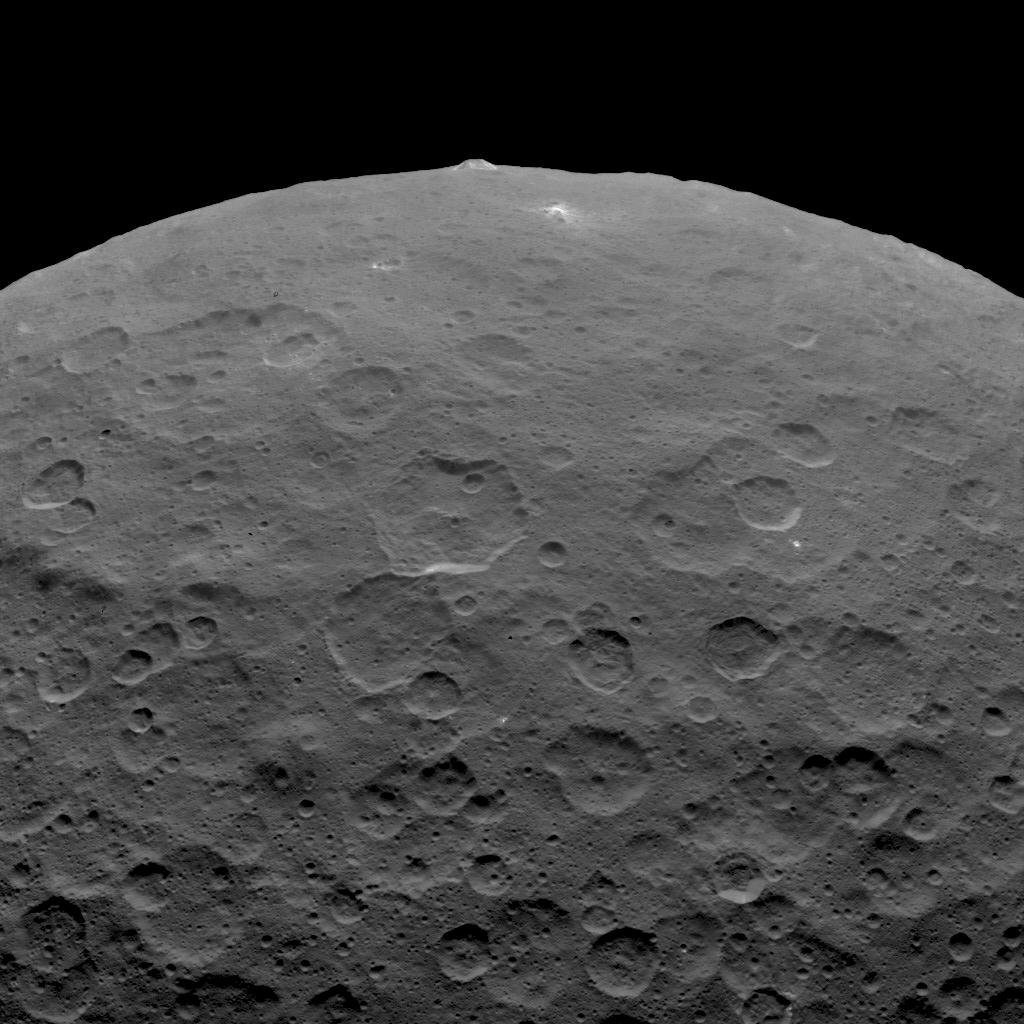
Ansicht von Ceres von Dawn. Die Nordseite von Ahuna Mons ragt über den Horizont hinaus. Norden befindet sich unten
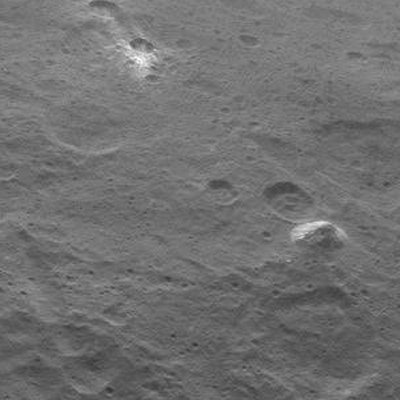
Umgebung von Ahuna Mons. Die Region ist nicht sehr kraterreich. In 11-Uhr-Position befindet sich ein heller Fleck. Norden ist oben
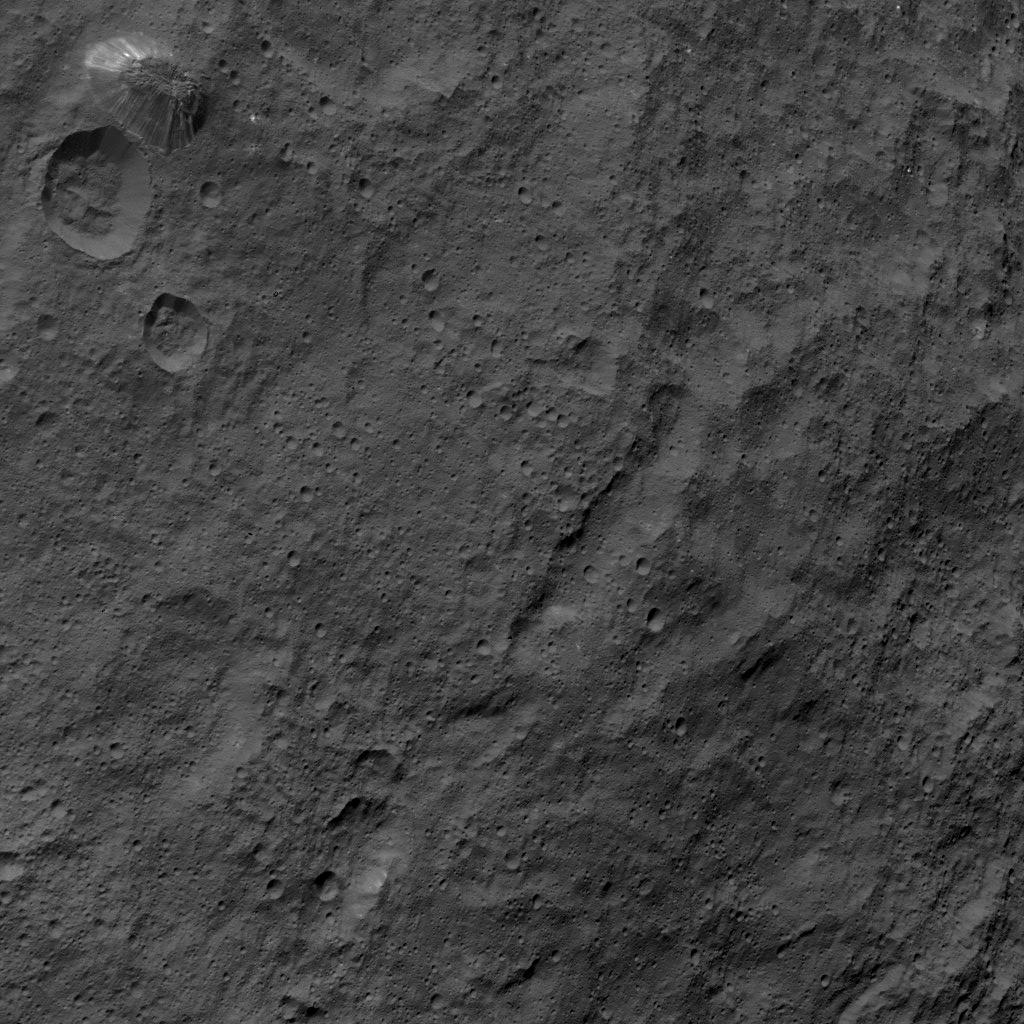
Umgebungsbild, Ahuna Mons links oben.
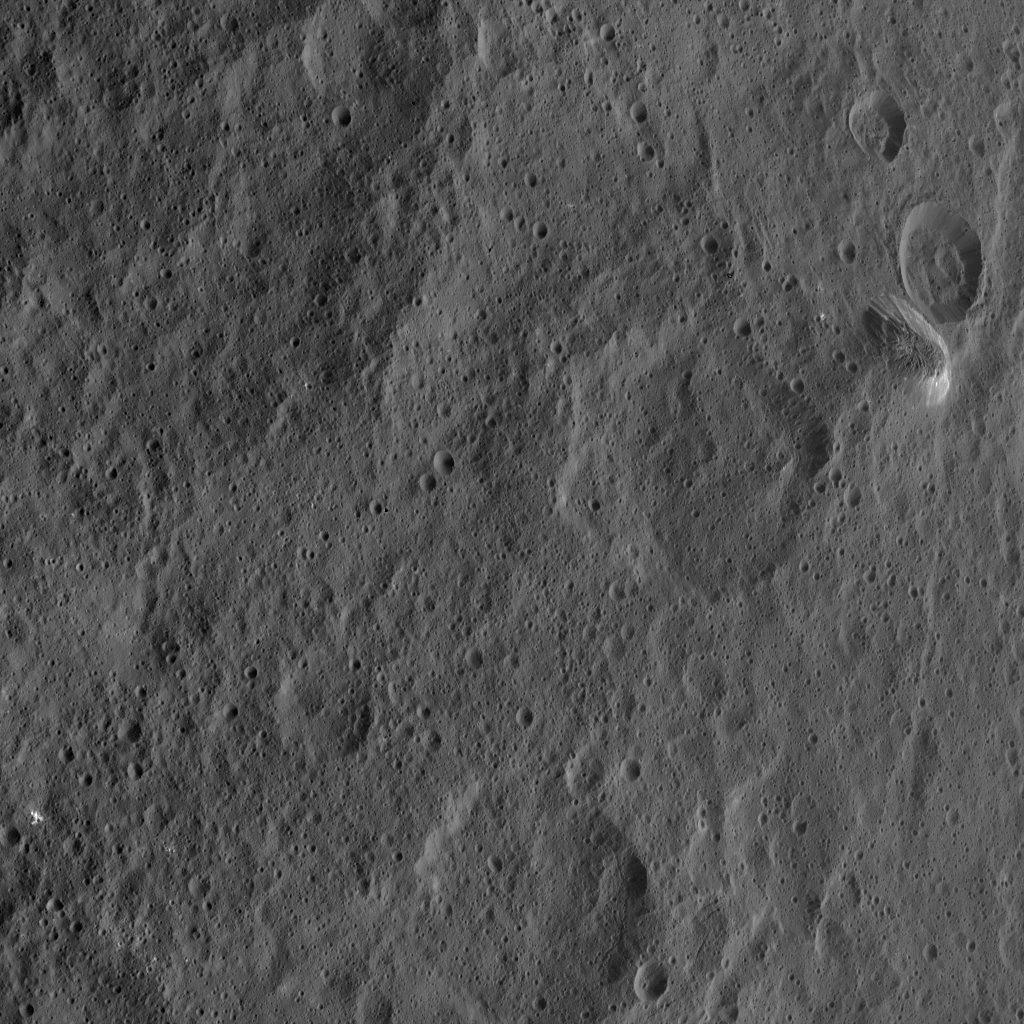
Ahuna Mons in 2-Uhr-Position.
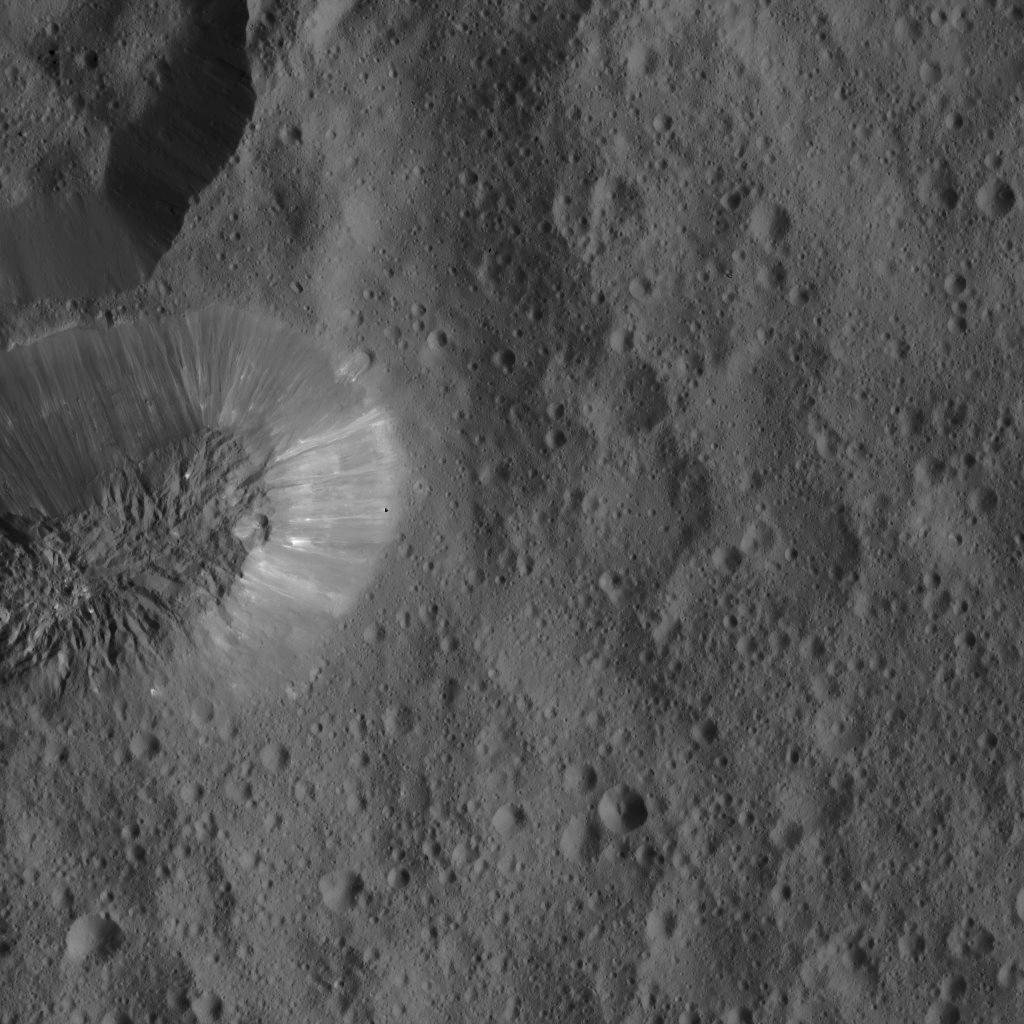
Detailansicht vom 20. März 2016
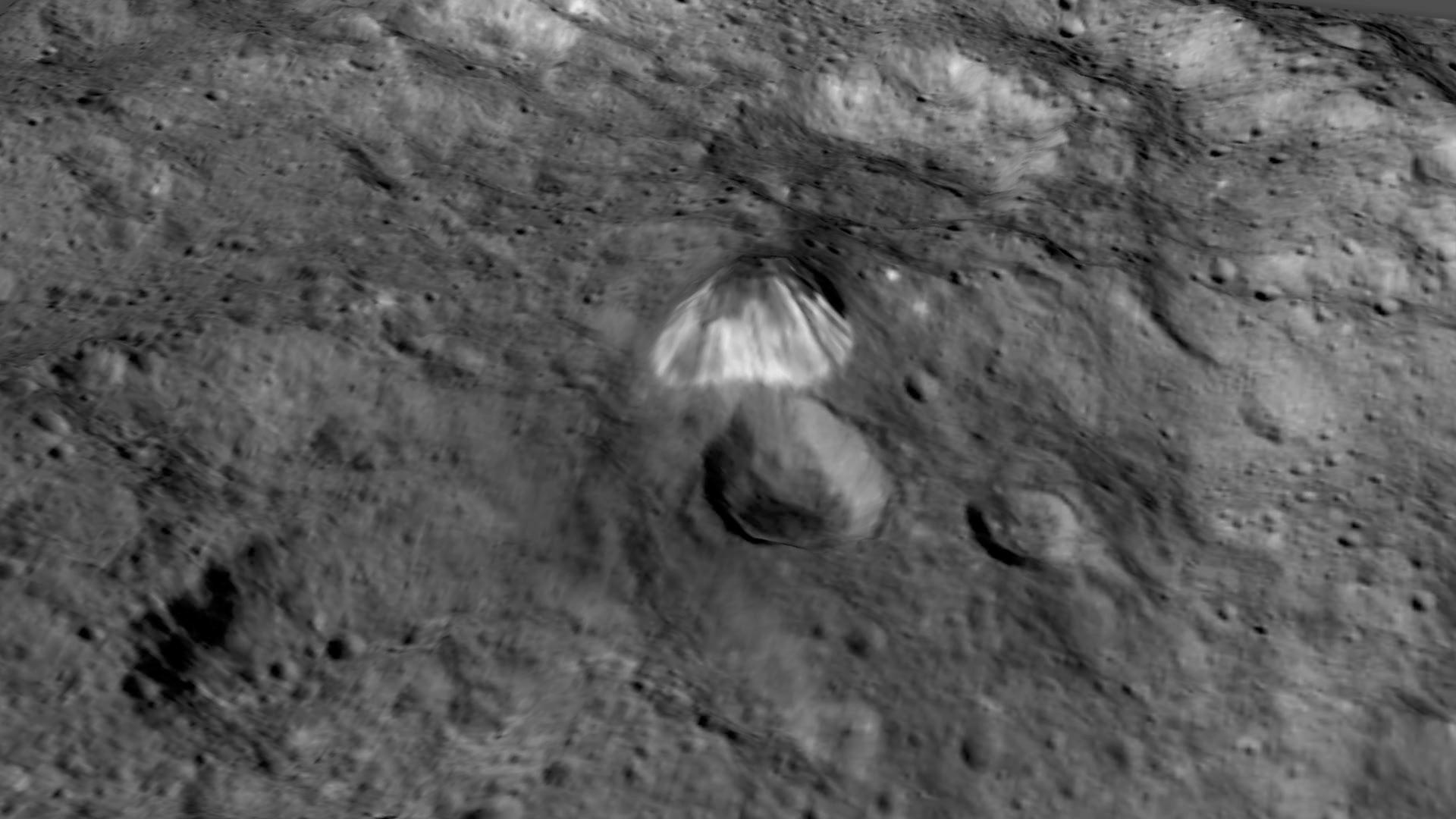
Computergeneriertes Bild, fünffach überhöht